# Felix Winterfeldt
Felix Paul Maximilian Winterfeldt (* um 1846; † 1885) war ein deutscher Verwaltungsbeamter.

## Leben
Winterfeldt studierte an der Universität Leipzig Rechtswissenschaft. 1866 wurde er Corpsschleifenträger der Misnia. Nach dem Studium trat er in den preußischen Staatsdienst ein. Von 1878 bis zu seinem Tod 1885 war er Landrat des Kreises Pleß.